# Родники (Новосибирская область)
Родники — посёлок в Тогучинском районе Новосибирской области. Входит в состав Шахтинского сельсовета.

## География
Площадь посёлка — 19 гектаров.

## История
В 1976 г. Указом Президиума ВС РСФСР посёлок центральной фермы №2 совхоза «Завьяловский» переименован в Родники.

## Население
| 2002 | 2007 | 2010 |
| ---- | ---- | ---- |
| 69   | ↘52  | ↘0   |

## Инфраструктура
В посёлке по данным на 2007 год отсутствует социальная инфраструктура.